# 施陶芬贝格 (黑森州)
施陶芬贝格（德語：Staufenberg，發音：[ˈʃtaʊfn̩ˌbɛʁk] ⓘ）是德国黑森州吉森行政区吉森县的城市，面积28.58平方千米，2023年12月31日人口为8,630人。